# Zopherus concolor
Zopherus concolor is een keversoort uit de familie somberkevers (Zopheridae). De wetenschappelijke naam van de soort werd in 1851 gepubliceerd door John Lawrence LeConte.